# Triaenodes botosaneanui
Triaenodes botosaneanui är en nattsländeart som beskrevs av G. Marlier 1978. Triaenodes botosaneanui ingår i släktet Triaenodes och familjen långhornssländor. Inga underarter finns listade i Catalogue of Life.